# This Unruly Mess I've Made
This Unruly Mess I've Made es el segundo álbum de estudio del dúo de hip hop estadounidense Macklemore y Ryan Lewis. Fue lanzado el 26 de febrero de 2016, por Macklemore LLC y Alternative Distribution Alliance. El álbum fue apoyado por el sencillo "Downtown" con Eric Nally, Melle Mel, Kool Moe Dee, "Grandmaster Caz"  y  "Dance Off" con Idris Elba y Anderson Paak, junto con "White Privilege II" con Jamila Woods, que fue lanzado como sencillo promocional del álbum.

## Antecedentes
Tras el gran éxito del álbum debut del dúo The Heist (2012), Macklemore reveló con una publicación de Instagram, la portada para el nuevo álbum, el 15 de enero de 2016. El álbum fue lanzado por ellos mismos el 26 de febrero de 2016. También reveló un tráiler del disco en su web oficial, que cuenta con él discutiendo cómo se creó el álbum y la inspiración para hacer nueva música.

## Sencillos
El primer sencillo que el dúo lanzó fue, titulado "Downtown" fue lanzado el 27 de agosto de 2015. La canción fue producida por Ryan Lewis, quien coescribió con Macklemore, mientras Macklemore ha colaborado con artistas como Eric Nally, Melle Mel, Kool Moe Dee, y Grandmaster Caz en esta pista.
"Dance Off" fue lanzado como el segundo sencillo del álbum el 25 de febrero de 2016, en Australia. La canción cuenta con la voz del actor Idris Elba, y de la artista estadounidense Anderson Paak.

### Sencillos promocionales
"White Privilege II" fue lanzado el 22 de enero de 2016, después de que se filtró en Internet. La canción cuenta con la voz del cantante y artista de grabación Jamila Woods.

## Recepción

### Crítica
This Unruly Mess I've Made ha recibido críticas mixtas de los expertos de música. En Metacritic, actualmente tiene una puntuación de 59 sobre 100 basado en 17 opiniones, lo que indica "críticas mixtas o de la media". Al escribir para la revista Rolling Stone, Mark Seliger dijo, "On Unruly Mess, la confrontación de Macklemore vuelve... "

### Comercial
El álbum debutó en el número 4 de la lista estadounidense Billboard 200, con 61 000 unidades equivalentes al álbum; Vendió 51 000 copias en su primera semana en los Estados Unidos. El álbum debutó en el número uno en la lista americana R&B/Hip-Hop Albums. El álbum cayó al número 31 en su segunda semana en la Billboard 200 y dejó la lista completamente siete semanas después. Desde noviembre de 2016 el álbum ha vendido 667 000 copias en todo el mundo.

## Lista de canciones
| N.º | Título                                                                        | Escritor(es) | Producer(s)     | Duración |  |
| 1.  | «Light Tunnels» (featuring Mike Slap)                                         | Ben Haggerty Ryan Lewis Michael "Mike Slap" Slavtcheff Josh Rawlings Andrew Joslyn Elan Wright Joshua Karp                                            | Ryan Lewis      | 6:37     |  |
| 2.  | «Downtown» (featuring Eric Nally, Melle Mel, Kool Moe Dee, y Grandmaster Caz) | B. Haggerty Lewis Eric Nally Karp | Lewis           | 4:52     |  |
| 3.  | «Brad Pitt's Cousin» (featuring XP)                                           | B. Haggerty Lewis Tyler "XP" Andrews Rawlings | Lewis           | 3:11     |  |
| 4.  | «Buckshot» (featuring KRS-One y DJ Premier)                                   | B. Haggerty Lewis Lawrence Parker Christopher Martin Rawlings Cab Calloway Buster Harding Jack Palmer                                                 | Lewis           | 3:33     |  |
| 5.  | «Growing Up» (featuring Ed Sheeran)                                           | B. Haggerty Lewis Ed Sheeran Karp Owuor Arunga Rawlings                                                                                               | Lewis           | 5:05     |  |
| 6.  | «Kevin» (featuring Leon Bridges)                                              | B. Haggerty Lewis Todd Bridges Karp Rawlings Joslyn Andrews                                                                                           | Lewis           | 4:40     |  |
| 7.  | «St. Ides»                                                                    | B. Haggerty Lewis Karp Rawlings | Lewis           | 3:39     |  |
| 8.  | «Need to Know» (featuring Chance the Rapper)                                  | B. Haggerty Lewis Chancelor Bennett Calvin Price CardiakCarl McCormick                                                                                | Lewis           | 3:52     |  |
| 9.  | «Dance Off» (featuring Idris Elba y Anderson.Paak)                            | B. Haggerty Lewis Idris Elba Brandon Anderson Karp Josh Dobson Sam Wishkoski Andrews                                                                  | Lewis Karp      | 3:49     |  |
| 10. | «Let's Eat» (featuring XP)                                                    | B. Haggerty Lewis Andrews Rawlings | Lewis           | 2:55     |  |
| 11. | «Bolo Tie» (featuring YG)                                                     | B. Haggerty Lewis Keenon Jackson Stu Phillips Bob Stone                                                                                               | Lewis           | 3:37     |  |
| 12. | «The Train» (featuring Carla Morrison)                                        | B. Haggerty Lewis Carla Morrison Rawlings Karp | Lewis Karp      | 3:07     |  |
| 13. | «White Privilege II» (featuring Jamila Woods)                                 | B. Haggerty Lewis Jamila Woods Hollis Wong-Wear Ahamefule Oluo Karp Flory-Barnes Rawlings Asplund D'Vonne Lewis Andrews Larry Griffin Jr. G. Reynolds | Lewis Oluo Karp | 8:42     |  |

| Deluxe edition (bonus tracks) |                                  |              |          |  |
| N.º                           | Título                           | Escritor(es) | Duración |  |
| 14.                           | «The Shades»                     |              | 3:44     |  |
| 15.                           | «Spoons» (featuring Ryan Bedard) |              | 3:48     |  |

## Posicionamiento
| Lista (2016)                            | Mejor posición |
| --------------------------------------- | -------------- |
| Australia (ARIA)                        | 6              |
| Australian Urban Albums (ARIA)          | 2              |
| Austria (Ö3 Austria)                    | 4              |
| Bélgica (Ultratop flamenca)             | 9              |
| Bélgica (Ultratop valona)               | 17             |
| Canadá (Billboard Canadian Albums)      | 4              |
| República Checa (ČNS IFPI)              | 93             |
| Países Bajos (Album Top 100)            | 15             |
| Finlandia (Suomen Virallinen Lista)     | 33             |
| Francia (SNEP)                          | 31             |
| Irlanda (IRMA)                          | 6              |
| Italia (FIMI)                           | 16             |
| Nueva Zelanda (Recorded Music NZ)       | 5              |
| Norwegian Albums (VG-lista)             | 17             |
| Suecia (Sverigetopplistan)              | 36             |
| Suiza (Schweizer Hitparade)             | 3              |
| Reino Unido (UK Albums Chart)           | 16             |
| Reino Unido (UK R&B Albums)             | 1              |
| Estados Unidos (Billboard 200)          | 4              |
| Estados Unidos (Independent Albums)     | 1              |
| Estados Unidos (Top R&B/Hip-Hop Albums) | 1              |

| Lista (2016)             | Posición |
| ------------------------ | -------- |
| Australian Albums (ARIA) | 48       |